# Oie de Ross
Anser rossii
Espèce
Statut de conservation UICN

 LC  : Préoccupation mineure
Répartition géographique
- zone de nidification
- voie migratoire
- aire d'hivernage

Synonymes
- Chen rossii

L'Oie de Ross (Anser rossii) est une espèce d'oiseaux de la famille des Anatidae et de la sous-famille des Anserinae.

## Description
L'Oie de Ross mesure entre 53 et 66 cm et pèse entre 1,6 et 1,8 kg. Elle ressemble à une version miniature de la phase blanche de l'Oie des neiges ; plumage entièrement blanc sauf pour les primaires qui sont noires.
Une phase bleue existe mais est extrêmement rare.

## Habitat

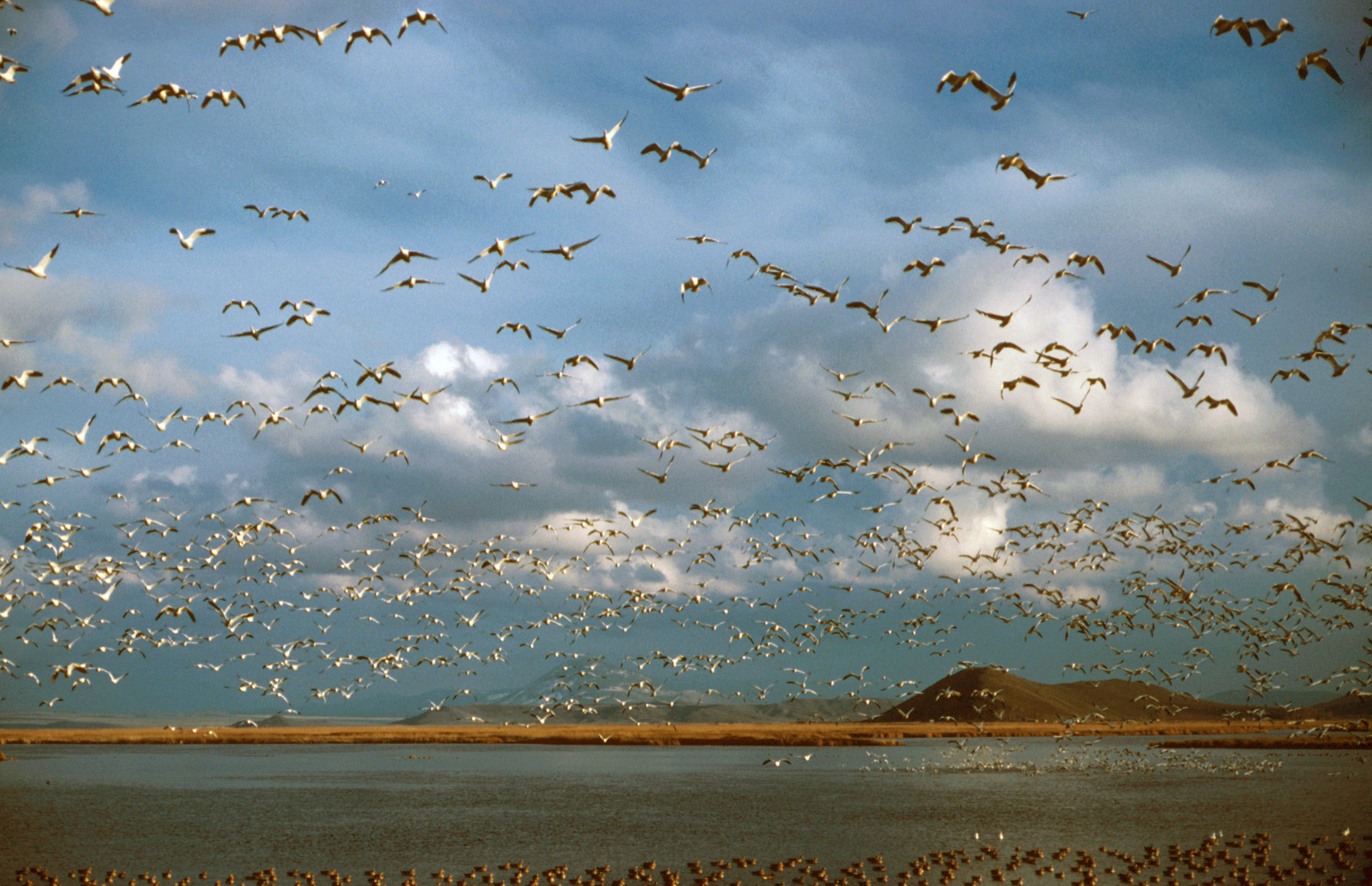
au refuge faunique national de Lower Klamath

L'Oie de Ross niche dans la toundra au nord-ouest du Canada dont 90 % de la population dans le refuge d'oiseaux du Golfe Reine-Maud, et hiverne surtout en Californie.

## Biologie
L'Oie de Ross est très grégaire toute l'année, elle se reproduit au mois de mai ; le nid est placé dans des broussailles ou des rochers. La migration débute au mois de septembre.

## Populations

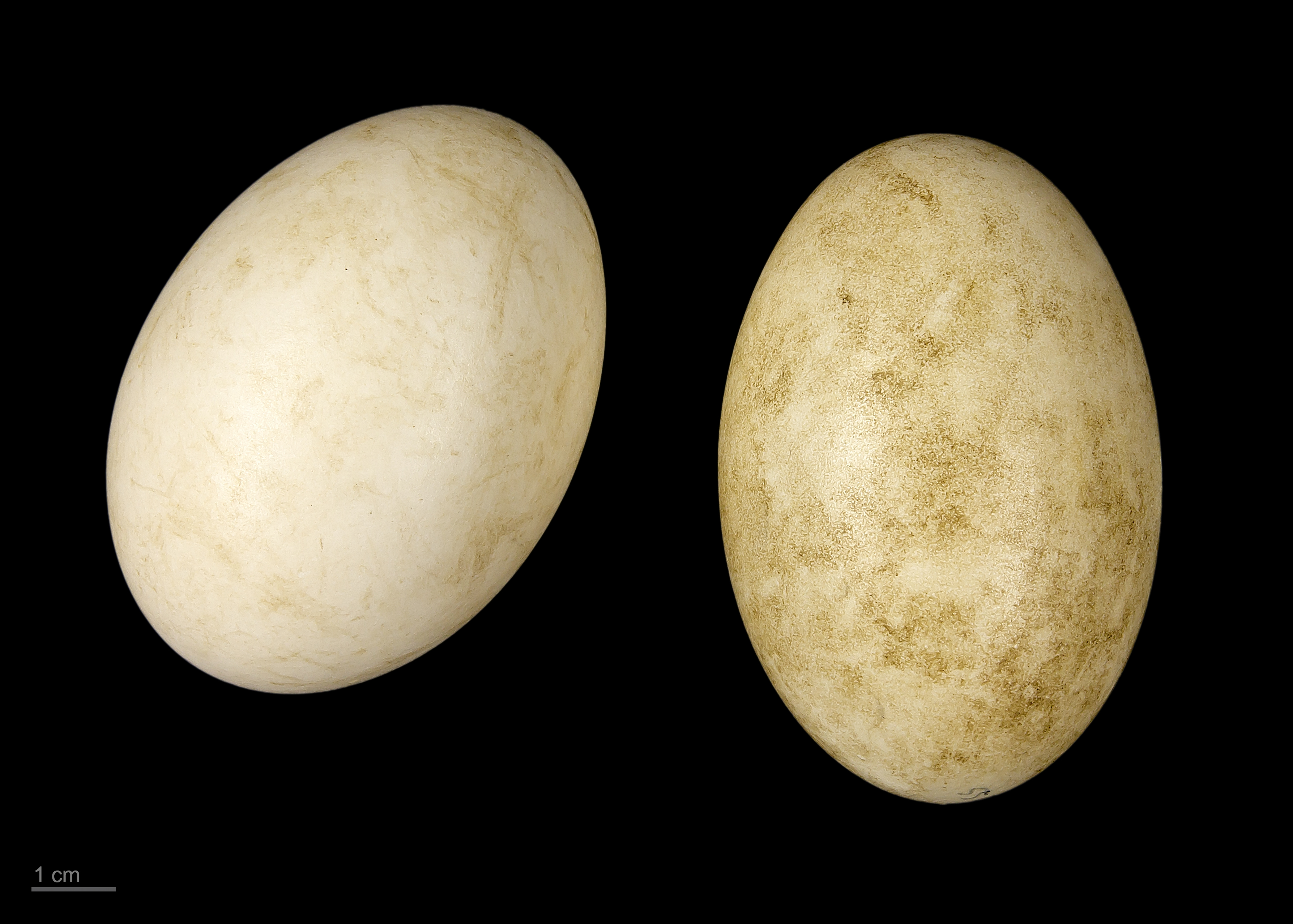
Anser rossii - MHNT

L'Oie de Ross n'est pas menacée, sa population étant estimée à 1 100 000 individus.

### Référence taxonomiques
- (en) Congrès ornithologique international : Anser rossii dans l'ordre Anseriformes (consulté le 13 mai 2023)
- (en) Zoonomen Nomenclature Resource (Alan P. Peterson) : Anser rossii  dans Anseriformes
- (en) Animal Diversity Web : Anser rossii
- (en) NCBI : Anser rossii (taxons inclus)